# Sens Public
 (novembre 2020).
 (novembre 2020).
 (septembre 2020).
Sens Public est une revue internationale de sciences humaines et de littérature publiée sur Internet et à               l'Université de Montréal. Elle est créée en 2003 par Gérard Wormser.

## Contenu
La revue Sens Public couvre plusieurs champs de réflexion (esthétique, éthique, histoire, pensée politique, philosophie, sciences, sociologie); elle accueille des articles critiques et des créations en multimédia, en littérature ainsi qu'en poésie. 
Parmi les auteurs, il y a des enseignants, des chercheurs, des étudiants, des écrivains, des journalistes, des praticiens et des artistes qui proviennent de plusieurs endroits dans le monde tels que l'Europe, les Amériques, l'Asie et l'Afrique.
Sens Public développe des partenariats universitaires et institutionnels (publics et privés), organise des séminaires et des manifestations culturelles. 
La revue a aussi publié des livres en coédition avec l'éditeur Parangon (diffusion Sodis-Gallimard). En 2006 sont parus: Sartre, du mythe à l'histoire; Sartre, violence et éthique, puis les ouvrages: Europe, le miroir brisé et L'Expérience de la durée; en 2008, Le Singe de Kafka et autres propos sur la colonie de Seloua Luste Boulbina et, en 2009, Le Rationalisme est-il rationnel? de Jean-Louis Léonhardt.

## Gestion
Servanne Monjour est l'éditrice de la revue depuis 2014, à la suite de Carole Dely (de 2006 à 2014). Gérard Wormser et Marcello Vitali-Rosati en sont les co-rédacteurs en chef. La revue est actuellement financée par le Conseil de recherches en sciences humaines du Canada (CRSH) et le FRQSC.

## Philosophie éditoriale
L'équipe de la Chaire de recherche du Canada sur les écritures numériques a engagé un travail de recherche sur les modèles éditoriaux des revues, dont Sens public a été un lieu d'expérimentation. 
La philosophie éditoriale de la revue ambitionne de dépasser le schéma d'une simple diffusion, pour concevoir une approche nouvelle : elle reposerait sur la production collective, ouverte et connectée de nouvelles idées. Elle conçoit la revue comme un dispositif conversationnel. Elle devient un espace de rencontre, de dialogue et de production de la connaissance. 
Cette réflexion favorise ce que Jean Claude Guédon appelle des « cristaux de connaissance ». 
Selon cette philosophie, la mission principale d'une revue scientifique reposerait sur 3 piliers : 
1. la création de communautés : des espaces organisés par des moyens de communication où puissent se rencontrer et discuter des communautés ;
2. mettre la conversation au centre : Sens Public conçoit la publication du texte comme secondaire face à la création d'un espace de conversation ;
3. créer des modèles de semi-stabilisation des connaissances : en s'appuyant sur la notion de « cristaux de connaissance », l'échange aboutit parfois à une certaine stabilité faisant émerger des contenus qui s'imposent alors comme des connaissances. Ces « cristaux » portent les résultats de la recherche publiée.

Dans la lignée de ce cheminement philosophique, un site a été créé . Il s'inspire notamment des travaux de recherche doctorale de Nicolas Sauret (maître de conférences à l'Université Paris 8 au département Humanités numériques). En 2018, Nicolas Sauret publie ses travaux dans la revue Sciences du design, qui se nomment : « Design de la conversation scientifique : naissance d'un format éditorial ». 
Le site a été conçu et réalisé par Jérémy De Barros, Émile Greis, Maxime Bouton, Timothée Guicherd, Julie Blanc, Servanne Monjour, Nicolas Sauret et Marcello Vitali-Rosati, en 2018.